# Liste des usines marémotrices
 (2019).
Cet article établit la liste des centrales électriques tirant leur énergie de la force des marées.

## Méthodologie
Les usines marémotrices étant une technologie encore en développement, aucun standard ne s'est imposé. Une variété de concepts ont été déployés, dont certains à grande échelle. Cette page regroupe donc des usines utilisant différentes technologies.

## Centrales marémotrices
Les centrales marémotrices indiquées comme en exploitation le sont en août 2010.
| Centrale                                   | Statut       | Puissance (MW)  | Pays         | Lieu                | MES  | Coordonnées                   | Photo |
| ------------------------------------------ | ------------ | --------------- | ------------ | ------------------- | ---- | ----------------------------- | ----- |
| Centrale marémotrice d'Annapolis Royal     | Exploitation | +0020,          | Canada       | Nouvelle-Écosse     | 1984 | 44° 45′ 07″ N, 65° 30′ 40″ O  |       |
| Centrale marémotrice de Jiangxia,          | Exploitation | +0003,2         | Chine        | Zhejiang            | 1980 | 28° 20′ 34″ N, 121° 14′ 25″ E |       |
| Centrale marémotrice de Sihwa              | Exploitation | +0254,          | Corée du Sud | Siheung             | 2011 | 37° 18′ 47″ N, 126° 36′ 46″ E |       |
| Centrale marémotrice d'Uldolmok            | Exploitation | +0001,5         | Corée du Sud |                     | 2009 | 34° 32′ 07″ N, 126° 14′ 06″ E |       |
| Usine marémotrice de la Rance              | Exploitation | +0240,          | France       | Bretagne            | 1966 | 48° 37′ 05″ N, 2° 01′ 24″ O   |       |
| Strangford Lough SeaGen                    | Exploitation | +0001,2         | Royaume-Uni  | Irlande du Nord     | 2008 | 54° 22′ 04″ N, 5° 32′ 40″ O   |       |
| Centrale marémotrice de Kislaya Guba,      | Exploitation | +0001,7         | Russie       | Oblast de Mourmansk | 1968 | 69° 22′ 37″ N, 33° 04′ 33″ E  |       |
| Centrale marémotrice d'Incheon,            | Abandon,     | +0818, ou 1 320 | Corée du Sud | Incheon             | 2017 | 37° 29′ 48″ N, 126° 20′ 32″ E |       |
| Centrale marémotrice de la baie de Garorim | Étude        | +0520,          | Corée du Sud | Seosan              |      |                               |       |
| Projet du golfe de Kutch                   | Étude        | +0050,          | Inde         | Golfe de Kutch      | 2012 |                               |       |
| Projet Dalupiri Blue Energy                | Étude        | +2 200,         | Philippines  |                     |      | 12° 25′ 00″ N, 124° 17′ 00″ E |       |
| Barrage de Severn                          | Étude        | +8 640,         | Royaume-Uni  |                     |      | 51° 21′ 30″ N, 3° 06′ 00″ O   |       |
| Usine marémotrice de Skerries              | Étude        | +0010,5         | Royaume-Uni  |                     | 2011 | 53° 26′ 00″ N, 4° 36′ 00″ O   |       |
| Centrale marémotrice de la baie de Mezen   | Étude        | +12 000,–8 000  | Russie       | Baie de Mezen       |      |                               |       |
| Centrale marémotrice de la baie de Penjine | Étude        | +87 100,        | Russie       | Baie de Penjine     |      | 62° 29′ 30″ N, 164° 09′ 59″ E |       |
| Centrale marémotrice de Tougour            | Étude        | +3 640,         | Russie       | Mer d'Okhotsk       |      |                               |       |